# Holedná
Holedná je vrch v Bobravské vrchovině s nadmořskou výškou 391 metrů, který se nachází 5 kilometrů severozápadně od centra Brna. Celý kopec je součástí obory Holedná, zalesněného území mezi brněnskými čtvrtěmi Bystrc, Komín, Jundrov a Kohoutovice. Samotný kopec se nachází v jundrovském katastru a je obtékán ze západu potokem Vrbovec a ze severu řekou Svratkou.
Od prosince 2020 stojí na východním svahu vrchu pětatřicet metrů vysoká celokovová rozhledna.

## Galerie

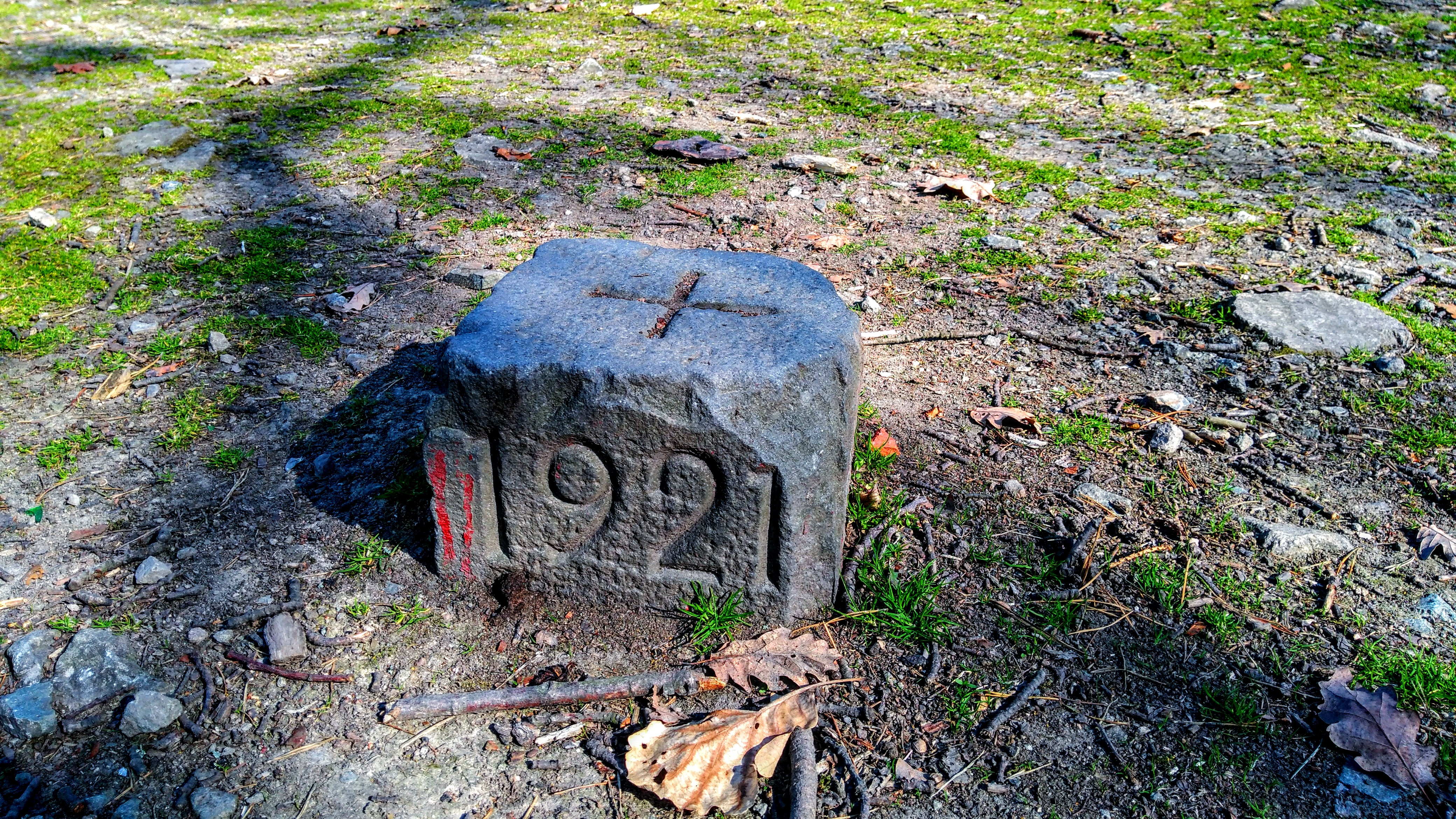
Vrcholový patník
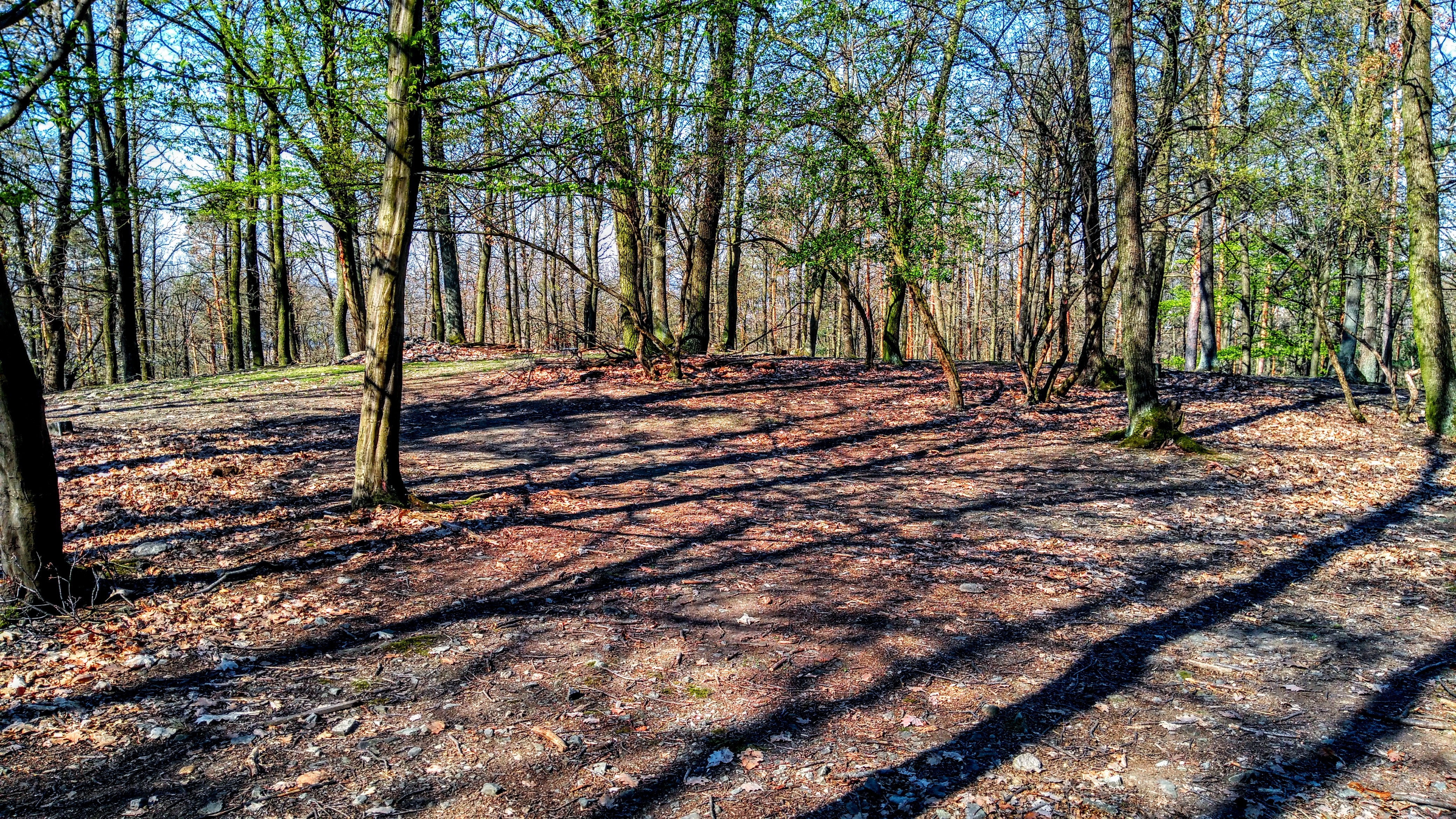
Vrchol